# مولينوم شوكي
مولينوم شوكي (الاسم العلمي:Mulinum spinosum) هو نوع من النباتات يتبع جنس المولينوم من الفصيلة الخيمية.